# 森山良子
森山 良子（もりやま りょうこ、1948年〈昭和23年〉1月18日 - ）は、日本の歌手、シンガーソングライター、俳優。東京都渋谷区出身。所属事務所はエンジェルソングで、所属レコードレーベルはドリーミュージック。「禁じられた恋」がミリオンセラーヒット。1969年、NHK紅白歌合戦（NHK総合・ラジオ第1、#NHK紅白歌合戦出場歴参照）で演奏し以後10回出場。2006年度（平成18年）芸術選奨文部科学大臣賞受賞。2008年秋、紫綬褒章受章。

## 来歴
ジャズ・トランペッターの森山久を父として、ジャズシンガーの浅田陽子を母として誕生。1歳年上の兄の森山晋は1970年に急性心不全のため、23歳で亡くなった。かまやつひろしは従兄（母の甥）、その長男のかまやつ太郎は従甥にあたる。高校時代、先輩の黒澤久雄に手渡されたジョーン・バエズのレコードがきっかけで友人らとフォークグループを結成。成城学園高等学校を（同級生に小宮山洋子がいる）を1年間の留年を経て卒業した。
1967年1月2日、デビューシングル「この広い野原いっぱい」が発売。黒澤家をたびたび訪問し歌も披露するなど交流があったため、久雄の父で映画監督黒澤明の意向で、黒澤プロダクション所属になった。自身の楽曲がラジオで流れたことがデビューのきっかけだった。この時期の森山はカレッジフォークに分類される。同年1月11日、ジョーン・バエズが初来日。同月13日から始まったバエズの日本公演で森山は他のシンガーとともに「勝利を我等に」などの曲でコーラスを務めた。このときにコンサート出演を初めて経験した。
デビュー当初はフォーク歌手のイメージで、「日本のジョーン・バエズ」と称されたが、1969年の山上路夫作詞・三木たかし作曲による「禁じられた恋」のミリオンセラーヒットで、日本レコード大賞大衆賞を受賞し、NHK紅白歌合戦（NHK総合・ラジオ第1）に初出場したことから、"フォークから歌謡曲の女王"になったと評された。1970年、日本万国博覧会で住友童話館のテーマソング「小さいタネから」「バンパク ワンパク マーチ」を発表。
一時期、出産のため活動休止するが、1972年に「遠い遠いあの野原」で復帰。同年の『第23回NHK紅白歌合戦』（NHK総合・ラジオ第1）に出場し、「美しい星」を歌う。1960年代後半から1970年代にかけてヒット曲を数多く生み、当時は主に村井邦彦や森田公一といった作家陣による楽曲を歌った。
1998年に開催された長野オリンピック開会式では、テーマソングの「明日こそ、子供たちが…」を子供達と一緒に長野オリンピックスタジアムで歌を披露、世界中に放映された。1998年～2000年頃にいくつかのアルバムで発表した「涙そうそう」（BEGINとの合作で森山は作詞、BEGINは作曲）も話題となった。「さとうきび畑」で、2002年『第44回日本レコード大賞』（TBSテレビ・ラジオ）の最優秀歌唱賞を受賞。同大賞では、作詞した「涙そうそう」が夏川りみの歌唱で金賞となり、森山自身もこの曲で作詩賞を受賞した。
2003年には、（フォークを歌い始める前からの念願だった）初のジャズアルバム「The Jazz Singer」をリリース。ニューヨークなどのライブハウスで一連のライブ活動も行った。2005年、愛・地球博（愛知万博）開会式にて公式ソング「マザーアース」を発表。2006年の第48回日本レコード大賞（TBSテレビ・ラジオ）で「涙そうそう」が特別賞を受賞した。
2007年1月、『拝啓、父上様』の主題歌「パピエ」をリリース。[2009年2月25日、映画『60歳のラブレター』主題歌の「candy」などを収録した4年3か月ぶりとなるオリジナルアルバム『Living』発売。「2006年度 芸術選奨文部科学大臣賞」「第49回毎日芸術賞」受賞。2008年「紫綬褒章」受章。2010年、矢野顕子とユニット「やもり」を結成。2013年2月6日には、自身初のクラシックアルバムとして、「Ryoko Classics」を発表した。 2016年1月にデビュー50周年イヤーを迎え、4月には記念アルバム「Touch me…」（ドリーミュージック）の発売、1年間で100公演を超えるコンサートを行う。2017年3月、家庭画報よりデビュー50周年記念単行本「森山良子 夢の住家〜Sing My Life」を出版。2018年「Ryoko Classics II」とリリース、オーケストラとのシンフォニックコンサートを開催。『NHK紅白歌合戦』（NHK総合・ラジオ第1）には1969年〜2005年の間に10回出場している。
俳優として『金曜日の妻たちへIII 恋におちて』（TBS）では、ドラマ初出演にもかかわらず奥田瑛二演じる年下の男と不倫に堕ち、その中で少しずつ自分を見つめ直し変わって行く主婦役を巧みに演じて高視聴率を獲得し社会現象となる。その後も2002年には、『おとうさん』（TBS）で田村正和の後妻に入る「タマちゃん」を演じた。2004年には、『夫婦。』（TBS、主題歌も歌う）にゲスト出演。スーパーマーケットの食料品売り場で働く女性を演じた。「第二楽章」（2013年/NHK総合）、映画「お墓がない!」（1998年）、「箱入り息子の恋」（2013年）、連続テレビ小説「カムカムエヴリバディ」（NHK総合）などに出演。その他ではスタジオジブリ作品「思い出のマーニー」（2014年）、「竜とそばかすの姫」（2021年）では声優、「ミエと良子のおしゃべり泥棒」（テレビ東京/1980-1987年)をはじめとするテレビのバラエティー番組への出演、ニッポン放送「オールナイトニッポン MUSIC10」にて月曜日レギュラーパーソナリティー、WOWOW「おしゃべりアラモード～森山良子と清水ミチコとプラスワン～」に出演している。

### 年表
- 1967年：ソロ歌手としてデビュー
- 1969年：日本レコード大賞大衆賞、（第20回）NHK紅白歌合戦に初出場
- 1970年：第21回NHK紅白歌合戦に出場
- 1971年：前夫の長女・森山奈歩を出産
- 1972年：第23回NHK紅白歌合戦に出場
- 1974年：第25回NHK紅白歌合戦に出場
- 1975年：3月に前夫と離婚し、9月にジェームス滝と再婚。第26回NHK紅白歌合戦に出場
- 1976年：ジェームス滝の長男・森山直太朗を出産
- 1980年：「ミエと良子のおしゃべり泥棒」（テレビ東京)開始（ - 1987年まで）
- 1985年：『金曜日の妻たちへIII 恋におちて』で俳優デビュー
- 1991年：第42回NHK紅白歌合戦に出場
- 1997年：第48回NHK紅白歌合戦に出場
- 1998年：長野オリンピック開会式でテーマソングを歌唱
- 2002年：第44回日本レコード大賞 最優秀歌唱賞など3冠
- 2003年：ジャズアルバムを発表、第54回NHK紅白歌合戦に出場
- 2004年：第55回NHK紅白歌合戦に出場
- 2005年：第56回NHK紅白歌合戦に出場
- 2006年：長女の奈歩が小木博明と結婚
- 2007年：第57回芸術選奨文部科学大臣賞、第49回毎日芸術賞
- 2008年：紫綬褒章受章
- 2009年：初孫が誕生
- 2010年：矢野顕子とユニット「やもり」を結成
- 2013年：初めてクラシックを歌った61枚目のアルバム「Ryoko Classics」リリース
- 2014年：思い出のマーニー（2014年7月19日、東宝）声優デビュー
- 2015年：オールナイトニッポン MUSIC10（月曜日担当）ニッポン放送 開始
- 2018年：長男の直太朗が平井真美子と結婚
- 2022年：デビュー55周年[11]、朝ドラ（連続テレビ小説）デビュー
- 2023年：すべての音源が全世界配信開始[12]

## 家族・親族
2児の母。長女は森山奈歩、長男は森山直太朗。娘婿は小木博明。
奈歩は静岡県浜松市出身の上智大学生だった最初の夫との間に生まれた子であり、直太朗は再婚した夫・ジェームス滝との間に生まれた子である。その後、離婚。 
|          |          |          |          |          |          |          |          |          |          |          |          |          |          |          |          |            |            |            |            |              |              |              |              |              |              |            |            |            |            |    |    |                |                |                |                |                |                |                |                |                |                |  |  |  |  |  |  |  |  |  |  |
|          |          |          |          |          |          |          |          |          |          |          |          |          |          |          |          |            |            |            |            |              |              |              |              |              |              |            |            |            |            |    |    |                |                |                |                |                |                |                |                |                |                |  |  |  |  |  |  |  |  |  |  |
|          |          |          |          |          |          |          |          | 森山久   | 森山久   | 森山久   | 森山久   | 森山久   | 森山久   |          |          | 浅田陽子   | 浅田陽子   | 浅田陽子   | 浅田陽子   | 浅田陽子     | 浅田陽子     |              |              |              |              |            |            | 姉         | 姉         | 姉 | 姉 | 姉             | 姉             |                |                | ティーブ・釜萢 | ティーブ・釜萢 | ティーブ・釜萢 | ティーブ・釜萢 | ティーブ・釜萢 | ティーブ・釜萢 |  |  |  |  |  |  |  |  |  |  |
|          |          |          |          |          |          |          |          | 森山久   | 森山久   | 森山久   | 森山久   | 森山久   | 森山久   |          |          | 浅田陽子   | 浅田陽子   | 浅田陽子   | 浅田陽子   | 浅田陽子     | 浅田陽子     |              |              |              |              |            |            | 姉         | 姉         | 姉 | 姉 | 姉             | 姉             |                |                | ティーブ・釜萢 | ティーブ・釜萢 | ティーブ・釜萢 | ティーブ・釜萢 | ティーブ・釜萢 | ティーブ・釜萢 |  |  |  |  |  |  |  |  |  |  |
|          |          |          |          |          |          |          |          |          |          |          |          |          |          |          |          |            |            |            |            |              |              |              |              |              |              |            |            |            |            |    |    |                |                |                |                |                |                |                |                |                |                |  |  |  |  |  |  |  |  |  |  |
|          |          |          |          | 初婚相手 | 初婚相手 | 初婚相手 | 初婚相手 | 初婚相手 | 初婚相手 |          |          | 森山良子 | 森山良子 | 森山良子 | 森山良子 | 森山良子   | 森山良子   |            |            | ジェームス滝 | ジェームス滝 | ジェームス滝 | ジェームス滝 | ジェームス滝 | ジェームス滝 |            |            |            |            |    |    | かまやつひろし | かまやつひろし | かまやつひろし | かまやつひろし | かまやつひろし | かまやつひろし |                |                |                |                |  |  |  |  |  |  |  |  |  |  |
|          |          |          |          | 初婚相手 | 初婚相手 | 初婚相手 | 初婚相手 | 初婚相手 | 初婚相手 |          |          | 森山良子 | 森山良子 | 森山良子 | 森山良子 | 森山良子   | 森山良子   |            |            | ジェームス滝 | ジェームス滝 | ジェームス滝 | ジェームス滝 | ジェームス滝 | ジェームス滝 |            |            |            |            |    |    | かまやつひろし | かまやつひろし | かまやつひろし | かまやつひろし | かまやつひろし | かまやつひろし |                |                |                |                |  |  |  |  |  |  |  |  |  |  |
|          |          |          |          |          |          |          |          |          |          |          |          |          |          |          |          |            |            |            |            |              |              |              |              |              |              |            |            |            |            |    |    |                |                |                |                |                |                |                |                |                |                |  |  |  |  |  |  |  |  |  |  |
| 小木博明 | 小木博明 | 小木博明 | 小木博明 | 小木博明 | 小木博明 |          |          | 森山奈歩 | 森山奈歩 | 森山奈歩 | 森山奈歩 | 森山奈歩 | 森山奈歩 |          |          | 森山直太朗 | 森山直太朗 | 森山直太朗 | 森山直太朗 | 森山直太朗   | 森山直太朗   |              |              | 平井真美子   | 平井真美子   | 平井真美子 | 平井真美子 | 平井真美子 | 平井真美子 |    |    | TAROかまやつ   | TAROかまやつ   | TAROかまやつ   | TAROかまやつ   | TAROかまやつ   | TAROかまやつ   |                |                |                |                |  |  |  |  |  |  |  |  |  |  |
| 小木博明 | 小木博明 | 小木博明 | 小木博明 | 小木博明 | 小木博明 |          |          | 森山奈歩 | 森山奈歩 | 森山奈歩 | 森山奈歩 | 森山奈歩 | 森山奈歩 |          |          | 森山直太朗 | 森山直太朗 | 森山直太朗 | 森山直太朗 | 森山直太朗   | 森山直太朗   |              |              | 平井真美子   | 平井真美子   | 平井真美子 | 平井真美子 | 平井真美子 | 平井真美子 |    |    | TAROかまやつ   | TAROかまやつ   | TAROかまやつ   | TAROかまやつ   | TAROかまやつ   | TAROかまやつ   |                |                |                |                |  |  |  |  |  |  |  |  |  |  |

2006年10月、娘が小木と結婚したことにより、小木の義母となる。2009年1月、奈歩が第1子を出産、初孫ができる。なお、石橋貴明には「小木良子」又は「ざわわざわわ」と言われている。特におぎやはぎの前では顕著になっている。

## ディスコグラフィー

### シングル
| #        | 発売日          | タイトル                                        | 作詞                        | 作曲                       | 編曲                      | 型番      |
| 1960年代 | 1960年代        | 1960年代                                        | 1960年代                    | 1960年代                   | 1960年代                  | 1960年代  |
| -------- | --------------- | ----------------------------------------------- | --------------------------- | -------------------------- | ------------------------- | --------- |
| 1        | 1967年 1月25日  | この広い野原いっぱい                            | 小薗江圭子                  | 森山良子                   | 服部克久                  | FS-1006   |
| 2        | 1967年 5月25日  | ふたつの手の想い出                              | 万里村ゆき子                | 鈴木邦彦                   | 林一                      | FS-1019   |
| 3        | 1967年 8月25日  | 恋はみずいろ                                    | 漣健児                      | A.Popp                     | 林一                      | FS-1021   |
| 4        | 1968年 1月25日  | 愛する人に歌わせないで                          | 森田公一                    | 森田公一                   | 林一                      | FS-1034   |
| 5        | 1968年 5月25日  | 小さな貝がら                                    | きくおきかおる              | きくおきかおる             | 筒美京平                  | FS-1043   |
| 6        | 1968年 9月25日  | 夜明けの子守唄                                  | 山上路夫                    | 村井邦彦                   | 村井邦彦                  | FS-1057   |
| 7        | 1968年 11月25日 | お山の子守唄                                    | 岩谷時子                    | R.B.Sherman R.M.Sherman    | 筒美京平                  | FS-1066   |
| 8        | 1968年 12月25日 | 悲しき天使                                      | 漣健児                      | G.Raskin                   | 川口真                    | FS-1068   |
| 9        | 1969年 3月25日  | 禁じられた恋                                    | 山上路夫                    | 三木たかし                 | 高見弘                    | FS-1076   |
| 10       | 1969年 8月25日  | まごころ                                        | 山上路夫                    | 三木たかし                 | 高見弘                    | FS-1091   |
| 11       | 1969年 12月20日 | 恋人                                            | 山上路夫                    | 村井邦彦                   | J.Hall                    | FS-1107   |
| 1970年代 |                 |                                                 |                             |                            |                           |           |
| 12       | 1970年 7月5日   | つぶやき                                        | 麻生ひろし                  | 井上かつお                 | 馬飼野俊一                | FS-1143   |
| 13       | 1970年 10月5日  | 聖しこの夜                                      | 由木康                      | F.Gruber                   | 川口真                    | FS-1163   |
| 14       | 1970年 11月25日 | 悪っぽい人だけど                                | 小平なほみ                  | 筒美京平                   | 筒美京平                  | FS-1176   |
| 15       | 1971年 4月25日  | PEOPLE                                          | 山川啓介                    | J.Styne                    | 渋谷毅                    | FS-1202   |
| 16       | 1972年 7月5日   | 遠い遠いあの野原                                | 松山猛                      | 加藤和彦                   | 加藤和彦                  | FS-1715   |
| 17       | 1972年 10月25日 | 「さようなら」の世界                            | 及川恒平                    | 小室等                     | 瀬尾一三                  | FS-1725   |
| 18       | 1973年 4月5日   | 片想い                                          | 吉田健美                    | 杉本真人                   | 川口真                    | FS-1739   |
| 19       | 1973年 7月25日  | Bright Shines The Light Of Love                 | C.Arnold D.Martin G.Morrow  | C.Arnold D.Martin G.Morrow | J.Fiddy                   | FS-1761   |
| 20       | 1974年 1月25日  | 悲しみの朝                                      | 山上路夫                    | すぎやまこういち           | すぎやまこういち          | FS-1772   |
| 21       | 1974年 4月25日  | ある日の午後                                    | 安井かずみ                  | 岩沢幸矢                   | 東海林修                  | FS-1784   |
| 22       | 1974年 9月25日  | あなたがいるから                                | 麻田浩                      | 麻田浩                     | 深町純                    | FS-1799   |
| 23       | 1975年 4月25日  | 歌ってよ夕陽の歌を                              | 岡本おさみ                  | 吉田拓郎                   | 萩田光雄                  | FS-1826   |
| 24       | 1975年 12月20日 | 恋模様                                          | 松本隆                      | 筒美京平                   | 林哲司                    | FS-1850   |
| 25       | 1976年 4月5日   | さよならの夏                                    | 万里村ゆき子                | 坂田晃一                   | 坂田晃一                  | FS-2001   |
| 26       | 1976年 7月25日  | グレイの背広                                    | 松本隆                      | 大野克夫                   | 船山基紀                  | FS-2021   |
| 27       | 1976年 11月5日  | 小さな歴史                                      | 松本隆                      | 森山良子                   | 鈴木慶一 ムーンライダーズ | FS-2034   |
| 28       | 1977年 7月5日   | 掌                                              | さだまさし                  | さだまさし                 | 惣領泰則                  | FS-2060   |
| 29       | 1978年 3月5日   | 愛の歴史                                        | 岩谷時子                    | 大野雄二                   | 大野雄二                  | FS-2081   |
| 30       | 1978年 5月5日   | わたしの祭りうた                                | 葉方丹 宇田川一郎           | 玉木宏樹                   | 玉木宏樹                  | FS-2095   |
| 31       | 1979年 1月21日  | 幸せのすきま                                    | 山川啓介                    | 森山良子                   | 梅垣達志                  | 06SH446   |
| 32       | 1979年 10月21日 | くちぶえジョニー                                | 山川啓介                    | 森山良子                   | 前田憲男                  | 06SH658   |
| 1980年代 |                 |                                                 |                             |                            |                           |           |
| 33       | 1980年 2月25日  | アパート                                        | 山川啓介                    | 森山良子                   | 船山基紀                  | 06SH719   |
| 34       | 1980年 9月21日  | TONY-MY FRIENDS                                 | 山川啓介                    | 森山良子                   | 前田憲男                  | 10EH67    |
| 35       | 1981年 4月21日  | あなたへのラブソング                            | 福澤もろ                    | 福澤もろ                   | 萩田光雄                  | 07SH989   |
| 36       | 1981年 11月1日  | ホワイト・クリスマス                            | I.Berlin                    | I.Berlin                   | 服部克久                  | 07SH1076  |
| 37       | 1982年 11月1日  | カフェテリア                                    | 山川啓介                    | 森山良子                   | G.Jenkins                 | 07SH1239  |
| 38       | 1983年 3月5日   | セ フィニ 〜愛の幕ぎれ〜                        | 片桐和子                    | 森山良子                   | G.Jenkins                 | 07SH1269  |
| 39       | 1984年 7月21日  | わかれ                                          | 森山良子                    | 森山良子                   | 前田憲男                  | 07SH1535  |
| 40       | 1985年 4月21日  | 夏の恋人                                        | 田口俊                      | 杉真理                     | 大谷和夫                  | 07SH1626  |
| 41       | 1987年 5月2日   | DANCE -男たちによろしく-                        | 川村真澄                    | 森山良子                   | 大谷和夫                  | 07SH1923  |
| 42       | 1988年 4月8日   | 風にゆられて -My Heart Is On The Line-          | L.Hennrick 森本抄夜子       | O.Melo                     | 笹路正徳                  | 07SH3053  |
| 1990年代 |                 |                                                 |                             |                            |                           |           |
| 43       | 1990年 4月21日  | NAVIGATION                                      | 万里村ゆき子                | 都志見隆                   | -                         | CSDL-3090 |
| 44       | 1991年 6月21日  | パート・オブ・ユア・ワールド （日本語）         | 山川啓介                    | A.Menken                   | 笹路正徳                  | SRDL-3314 |
| 45       | 1991年 10月25日 | なくしたものをあつめて                          | 森山良子 山川啓介           | 森山良子                   | 萩田光雄                  | SRDL-3390 |
| 46       | 1992年 9月21日  | 今、思い出してみて                              | 倉本聰                      | 森山良子                   | 倉田信雄                  | SRDL-3535 |
| 47       | 1994年 2月21日  | 手の中に…                                       | 森山良子                    | 玉置浩二                   | 玉置浩二 星勝             | SRDL-3801 |
| 48       | 1994年 9月21日  | たとえ毎日が                                    | 遠藤京子                    | 玉置浩二                   | 星勝                      | SRDL-3919 |
| 49       | 1996年 5月25日  | かくれ恋人                                      | 三浦徳子                    | 筒美京平                   | 松本晃彦                  | PODH-1308 |
| 50       | 1997年 7月2日   | プロペラ                                        | 須藤晃 森山良子             | 森山良子                   | 須藤晃                    | PODH-1365 |
| 51       | 1998年 2月11日  | 明日こそ、子供たちが…                           | 浅利慶太                    | A.Webber                   | D.Karen                   | PODH-1396 |
| 52       | 1998年 11月1日  | あなたが好きで                                  | 森山良子                    | 森山良子                   | 倉田信雄                  | PODH-1444 |
| 2000年代 |                 |                                                 |                             |                            |                           |           |
| 53       | 2000年 3月29日  | 夕陽の中に                                      | 森山良子                    | 森山良子 倉田信雄          | 倉田信雄                  | PODH-1520 |
| 54       | 2001年 12月5日  | さとうきび畑                                    | 寺島尚彦                    | 寺島尚彦                   | 石川鷹彦                  | MUCD-5003 |
| 55       | 2003年 3月12日  | 涙そうそう 〜スペシャル・ライブ・ヴァージョン〜 | 森山良子                    | BEGIN                      | -                         | MUCD-5034 |
| 56       | 2003年 5月2日   | ことばは風                                      | 森山良子                    | 森山良子                   | 星勝                      | MUCD-5032 |
| 57       | 2004年 1月1日   | 幸せの場所                                      | 西脇唯                      | 森山良子                   | 五十嵐宏治                | MUCD-5050 |
| 58       | 2004年 11月10日 | あなたが好きで 〜04年 シングル・ヴァージョン〜  | 森山良子                    | 森山良子                   | 千住明                    | MUCD-5067 |
| 59       | 2005年 7月20日  | マザーアース                                    | 御徒町凧                    | 森山直太朗                 | 渡辺俊幸                  | MUCD-5079 |
| 60       | 2006年 10月18日 | 30年を2時間半で… 〜06年 ヴァージョン〜          | 麻田浩 森山良子             | 麻田浩 島健                | 島健                      | MUCD-5103 |
| 61       | 2006年 12月13日 | やさしく愛して 〜Love Me Tender                 | 山川啓介 E.Presley V.Matson | 森山良子 G.R.Poulton       | 島健                      | UMCK-5159 |
| 62       | 2007年 1月4日   | パピエ                                          | 松井五郎                    | 森山良子                   | 島健                      | MUCD-5106 |
| 63       | 2008年 2月6日   | ねがい                                          | 森山良子                    | 森山良子                   | 斎藤ネコ                  | MUCD-5127 |
| 64       | 2008年 4月22日  | candy                                           | 川江美奈子                  | 川江美奈子                 | 古川初穂 藤井理央         | MUCD-5151 |
| 2010年代 |                 |                                                 |                             |                            |                           |           |
| 65       | 2011年 7月27日  | 6つの来し方行く末                               | 鈴木慶一                    | 岡田徹                     | 岡田徹 鈴木慶一           | MUCD-5190 |

### アルバム
編集盤は新規音源を収録のもののみ掲載
|      | リリース       | タイトル                                                       | 販売生産番号                   |
| ---- | -------------- | -------------------------------------------------------------- | ------------------------------ |
| 1st  | 1967年2月10日  | この広い野原いっぱい／森山良子フォークアルバムNO.1             | FS-5005 TECN-18431             |
| 2nd  | 1968年1月25日  | 愛する人に歌わせないで／森山良子アルバムNO.2                   | FS-5024 TECN-18432             |
| 3rd  | 1968年9月25日  | 良子の子守唄                                                   | FS-8021 TECN-18406             |
| 4th  | 1969年4月25日  | アイドルを歌う                                                 | FS-8040 TECN-18407             |
| 5th  | 1969年6月5日   | カレッジフォークアルバム                                       | FS-8044 TECN-18403             |
| 6th  | 1969年9月25日  | カレッジフォークアルバムNo.2                                   | FS-8054 TECN-18404             |
| 7th  | 1969年11月5日  | 良子のクリスマス                                               | FX-8001 TECN-18448             |
| 8th  | 1969年12月20日 | イン・ナッシュビル／思い出のグリーングラス                     | FX-8003 PHCL-8067              |
| 9th  | 1970年7月25日  | 1970 From Ryoko With Love                                      | FS-8110                        |
| 10th | 1971年5月15日  | リサイタル'71                                                  | FS-5057/8                      |
| 11th | 1971年7月25日  | ビートルズ、S&Gを歌う                                          | FX-8020 TECN-18433             |
| 12th | 1972年7月25日  | 旅立ち／1972 Ryoko Now                                         | FX-8031 PHCL-8068              |
| 13th | 1972年10月25日 | オン・ステージ                                                 | FX-8042                        |
| 14th | 1973年3月5日   | シングス・フォー・ユー                                         | FX-8054                        |
| 15th | 1973/6         | ベスト・アルバム（サンライズ・サンセット）                     | FS5082/3                       |
| 16th | 1973年7月2日   | イン・ロンドン                                                 | FX-8064 TECN-18405             |
| 17th | 1973年11月10日 | 日生リサイタル'73                                              | FX-8078                        |
| 18th | 1974年1月25日  | 賛美歌アルバム第１集／うるわしの白百合                         | FX-8085                        |
| 19th | 1974年1月25日  | 賛美歌アルバム第2集／神ともにいまして                          | FX-8086                        |
| 20th | 1974年5月25日  | 賛美歌アルバム第3集／静けき祈りのとき                          | FX-8087                        |
| 21st | 1974年5月25日  | 賛美歌アルバム第4集／緑も深き若葉の里                          | FX-8088                        |
| 22nd | 1974年6月25日  | ある日の午後／ニューオリジナルアルバム                         | FX-8094 TECN-20936             |
| 23rd | 1974年10月25日 | ニューフォークアルバム                                         | FX-5002 TECN-18447             |
| 24th | 1974年11月10日 | 賛美歌アルバム第5集／聖しこの夜－クリスマス賛美歌集Ⅰ           | FX-8089                        |
| 25th | 1974/12        | “ライブ”（愛の歴史）                                           | 4FX-8102                       |
| 26th | 1975年4月25日  | 賛美歌アルバム第7集／この世のなみかぜさわぎ                    | FX-8091                        |
| 27th | 1975年5月25日  | やすらぎ                                                       | FX-5018 TECN-20937             |
| 28th | 1975年10月25日 | 賛美歌アルバム第6集／さやかに星はきらめき－クリスマス賛美歌集Ⅱ | FX-8090                        |
| 29th | 1975年11月25日 | リサイタル 《そして愛を》                                      | FS-9005/6                      |
| 30th | 1976年7月25日  | 日付のないカレンダー                                           | FX-6056 TECN-20938             |
| 31st | 1976年10月25日 | 愛…そして今／'76日生劇場リサイタル                             | FS-9011/2                      |
| 32nd | 1977年8月25日  | ハートの10                                                     | S-7020 PHCL-8015               |
| 33rd | 1977年12月5日  | ベスト・ライブ・コレクション（ダニーの歌／あなたが去る時まで） | 16Y-3                          |
| 34th | 1978年12月20日 | N響と歌う                                                      | S-7030 MCD-90204               |
| 35th | 1979年2月25日  | 幸せのすきま                                                   | 25AH670 SRCL-1850              |
| 36th | 1979年11月21日 | 輪舞                                                           | 25AH882 SRCL-1851              |
| 37th | 1981年6月21日  | あなたへのラブソング                                           | 28AH1283 SRCL-1852             |
| 38th | 1981年11月1日  | THE CHRISTMAS ALBUM                                            | 28AH1369 SRCL-2204             |
| 39th | 1983年3月5日   | C'est Fini                                                     | 28AH1467 SRCL-2064             |
| 40th | 1986年5月2日   | AT MY TIME                                                     | 28AH-2026 32DH-432             |
| 41st | 1987年6月21日  | TINTE BLUE                                                     | 28AH-2201 32DH-689             |
| 42nd | 1987年12月2日  | Recollection                                                   | 28AH-2275 32DH-855             |
| 43rd | 1988年7月1日   | カルヴァドスの風                                               | 28AH-5076 32DH-5076            |
| 44th | 1989年2月1日   | ミエと良子のショー泥棒                                         | 15EH-8065 15WH-8065            |
| 45th | 1989年6月21日  | Dear Hearts                                                    | 28AH-5266 32DH-5266            |
| 46th | 1990年4月13日  | "We Shall Overcome"を歌った日                                  | CSCL-1183 CSTL-1183            |
| 47th | 1991年8月27日  | なくしたものをあつめて                                         | SRCL-2235 SRTL-2235            |
| 48th | 1991年10月1日  | My Memories                                                    | SRCL-2259/60 SRTL-2259/60      |
| 49th | 1992年10月21日 | 今、思い出してみて                                             | SRCL-2491 SRTL-2491            |
| 50th | 1994年3月21日  | 手の中に…                                                      | SRCL-2853 SRTL-2853            |
| 51st | 1998年11月21日 | 禁じられた恋（月影で愛して）                                   | TECN-18446                     |
| 52nd | 1998年11月26日 | TIME IS LONELY                                                 | POCH-1743                      |
| 53rd | 2002年3月27日  | さとうきび畑                                                   | MUCD-1054                      |
| 54th | 2003年3月26日  | ことばは風                                                     | MUCD-1071                      |
| 55th | 2003年10月29日 | THE JAZZ SINGER                                                | MUCD-1098                      |
| 56th | 2004年12月29日 | あなたが好きで                                                 | MUCD-1115                      |
| 57th | 2006年3月1日   | Tears〜森山良子韓流アルバム                                    | MUCD-1135                      |
| 58th | 2008年3月5日   | 春夏秋冬                                                       | MUCD-1177                      |
| 59th | 2008年6月11日  | 森山良子 コンサートツアー 2007-2008                            | MUCD-1179/80                   |
| 60th | 2009年2月25日  | Living                                                         | MUCD-1201                      |
| 61st | 2011年9月7日   | すべてが歌になっていった                                       | MUCD-1252                      |
| 62nd | 2013年2月6日   | Ryoko Classics                                                 | MUCD-1272                      |
| 63rd | 2014年4月9日   | 森山良子 グレイテスト・ヒッツ                                  | MUCD-1294                      |
| 64th | 2015年4月8日   | フォークソングの時代                                           | MUCD-1318                      |
| 65th | 2016年4月6日   | Touch me…                                                      | MUCD-1350                      |
| 66th | 2017年9月27日  | 森山良子オールリクエスト                                       | MUCD-1394/5                    |
| 67th | 2018年9月5日   | Ryoko Classics II                                              | MUCD-1416                      |
| 68th | 2024年12月18日 | Life Is Beautiful                                              | MHCL-3117（CD） MHJL-409（LP） |

## 代表曲
- この広い野原いっぱい
  - デビュー曲で多くの音楽教科書で採用。
- 歌ってよ夕陽の歌を
- 今日の日はさようなら
  - キャンプファイヤーの定番曲として良く歌われる。
  - 高知放送ラジオの深夜局名告知のBGMにも使用されている。
- 禁じられた恋
- セ フィニ ～愛の幕切れ～
  - 『大奥（1983年）』主題歌
- さとうきび畑
- 涙そうそう
- マザーアース
  - 愛知万博開会式ソング
  - 息子・直太朗が楽曲提供。
- パピエ／手
  - フジテレビ系ドラマ『拝啓、父上様』主題歌
- ララ福屋
  - 広島の百貨店福屋で流れるテーマソング[13]
- 家族写真
  - ぬくもりの内側 (2023年の厚生労働省推薦映画）主題歌

## 出演番組

### テレビ番組

#### NHK紅白歌合戦出場歴
| 年度   | 放送回 | 回 | 曲目                  | 出演順 | 対戦相手                   | 備考                                |
| ------ | ------ | -- | --------------------- | ------ | -------------------------- | ----------------------------------- |
| 1969年 | 第20回 | 初 | 禁じられた恋          | 11/23  | 鶴岡雅義と東京ロマンチカ   |                                     |
| 1970年 | 第21回 | 2  | 明日に架ける橋        | 14/24  | 内山田洋とクール・ファイブ |                                     |
| 1972年 | 第23回 | 3  | 美しい星              | 13/23  | 菅原洋一                   | 作曲者の村井邦彦が指揮で参加        |
| 1974年 | 第25回 | 4  | ある日の午後          | 12/25  | 橋幸夫                     |                                     |
| 1975年 | 第26回 | 5  | 歌ってよ夕陽の歌を    | 17/24  | 三波春夫                   |                                     |
| 1991年 | 第42回 | 6  | people                | 19/28  | アンディ・ウィリアムス     |                                     |
| 1997年 | 第48回 | 7  | さとうきび畑          | 20/25  | 加山雄三                   |                                     |
| 2003年 | 第54回 | 8  | 涙そうそう            | 26/31  | （対戦相手なし）           | BEGIN、夏川りみとのジョイント       |
| 2004年 | 第55回 | 9  | あなたが好きで        | 04/28  | ジョン・健・ヌッツォ       |                                     |
| 2005年 | 第56回 | 10 | さとうきび畑（2回目） | 15/30  | さだまさし                 | 前半トリ 息子・直太朗がギターで参加 |

1. ↑  サイモン&ガーファンクルのカバー
2. ↑  バーブラ・ストライサンドのカバー
3. ↑  白組歌手のBEGINとジョイントで出場しているため対戦相手がいない。

注意点
- 対戦相手の歌手名の（ ）内の数字は、その歌手との対戦回数、備考のトリ等の次にある（ ）はトリ等を務めた回数を表す。
- 曲名の後の（○回目）は、紅白で披露された回数を表す。
- 出演順は「（出演順) / (出場者数)」で表す。

#### NHKみんなのうた出演歴
▲はラジオのみの放送。
| 初放送                      | 曲目                     | デュエット | 再放送                                                  |
| --------------------------- | ------------------------ | ---------- | ------------------------------------------------------- |
| 1972年（昭和47年）8月 ‐ 9月 | 木曽路はきょうも         | （なし）   | 2013年（平成25年）8月 - 9月▲                            |
| 1974年（昭和49年）4月 - 5月 | この広い野原いっぱい     | （なし）   | みんなのうた発掘スペシャル Vol.2                        |
| 1975年（昭和50年）8月 ‐ 9月 | あのね                   | （なし）   | （なし）                                                |
| 1978年（昭和53年）4月 - 5月 | だれもいそがない村       | （なし）   | （なし）                                                |
| 1997年（平成9年）8月 ‐ 9月  | さとうきび畑（1997年版） | （なし）   | （詳細）                                                |
| 2010年（平成22年）6月 ‐ 7月 | 風のブランコ             | 矢野顕子   | 2014年（平成26年）6月 ‐ 7月 2016年（平成28年）6月 ‐ 7月 |

#### バラエティ
- 歌の祭典（1970年、NHK総合）
- ミエと良子のおしゃべり泥棒（1980年 - 1987年、テレビ東京）
- ポンキッキーズ21内ショートアニメ『シトラスタウン』（2004年、フジテレビ）- ボンボン 役（声の出演）
- 鉄道百景 日本鉄道こころの旅 旅の案内人（ナビゲーター）（2010年 - 2011年 BS-TBS）
  - 日本鉄道こころの旅 2時間スペシャル - 旅人（2013年3月5日、BS-TBS）
- おぎやはぎの愛車遍歴 NO CAR, NO LIFE!（2013年8月31日・2013年9月7日、BS日テレ）
- 世界の村で発見!こんなところに日本人（2016年4月19日 -、朝日放送）
- OTV LiveNews イット！年末スペシャル2022(2022年12月30日、沖縄テレビ)

#### ドラマ
- 金曜ドラマ「金曜日の妻たちへIII 恋におちて」（1985年8月30日 - 12月6日、TBS）- 遠藤法子 役
- 金曜ドラマ「男たちによろしく」（1988年4月10日 -  7月10日、TBS）- 諸橋陽子 役
- 日曜劇場「おとうさん」（2002年10月13日 - 12月22日、TBS）- 安西珠子 役
- スペシャルドラマ「さとうきび畑の唄」（2003年9月28日、TBS）- 本人 役
- ドラマ10「第二楽章」（2013年4月16日 - 6月11日、NHK総合）- 白瀬歌子 役
- 連続ドラマW「私という運命について」（2014年3月23日 - 4月20日、WOWOW）- 冬木孝子 役
- プレミアムドラマ「定年女子」（2017年7月9日 - 8月27日、NHK BSP）- ナレーション
- 連続テレビ小説「カムカムエヴリバディ」（2022年3月25日[注釈 8] - 4月9日、NHK総合） - アニー・ヒラカワ（安子・ローズウッド） 役

### ラジオ番組
- 味の素 ハート・オブ・ポップス（TBSラジオ『大沢悠里のゆうゆうワイド』内、終了）
- みんなで歌おう～森山良子のファミリーポップス（TBSラジオ、終了）
- ミュージックスカイホリデー（ニッポン放送、滝良子のピンチヒッターとして出演。終了）
- 森山良子・サウンドコレクション（ニッポン放送）
- オールナイトニッポン MUSIC10（月曜日担当、ニッポン放送、2015年9月28日 - ）
- アサヒ飲料プレゼンツ 森山良子のSWEET SEASON（TOKYO FM、終了）
- LEGENDS 森山良子 やさしい気持ち（JFN系、2006年10月 - 2018年9月）

### 映画
- お墓がない!（1998年2月7日、松竹）- 川嶋克子 役
- がんばっていきまっしょい（1998年10月10日、東映）- 篠村里子 役
- 箱入り息子の恋（2013年6月8日、キノフィルムズ）- 天雫フミ 役
- 思い出のマーニー（2014年7月19日、東宝）- 老婦人（晩年のマーニー）役（声の出演）
- 竜とそばかすの姫（2021年7月16日、東宝） - 吉谷さん 役（声の出演）

### 舞台
- 屋根の上のバイオリン弾き（1984年）- ホーデル 役
- 少年隊 MUSICAL PLAYZONE '94「MOON」（1994年）- 友浬子 役

### CM
- レディースアートネイチャー「JUSME」（2024年）[16]

## 著書
- 『ミエと良子のおしゃべり泥棒』中尾ミエ共著 主婦の友社 1981
- 『ま、いいか』毎日新聞社 1999
- 『おかあさんの台所 母に贈る104通の手紙』編著 講談社 2001
- 『夢の住家 Sing My Life』世界文化社 2017

## エピソード
- デビュー前はジャズ歌手になりたがっていたが、事務所・レコード会社の方針によりフォークシンガーとしてデビューする。その時点では納得していたが、歌謡曲色の濃い「禁じられた恋」[注釈 9]を歌わされた際には、楽曲そのものは大ヒットしたものの、さすがに目指しているものとの乖離ぶりに悩み、一時期コンサートでの歌唱も封印していた。長女の出産後復帰して以降、ジャズ歌手としての活動も開始し、念願を叶えている。
- 吉田拓郎と泉谷しげるが若い頃、取っ組み合いの大喧嘩をやった際、必ず制止していたのが森山である。泉谷によると、制止した直後かなり強い調子で叱責していたため、今でも「（森山良子が）世界で一番怖い」と恐れているとのこと（不仲という訳ではない）。
- 2006年11月中旬、自宅に「株に手を出して失敗した」という内容の、長男の直太朗を騙った振り込め詐欺の電話がかかってきた。報道では、「声が直太朗本人に全く似ていなかったらしく、逆に詐欺だと気付いた森山は、「今どこに住んでいるの?」など、親族や関係者しか知りえない質問を聞き返すなどして犯人を撃退。」などと言われていたが、実際の森山ははっきりと判別することができず、危うい所だったようである（直太朗が『僕らの音楽』に出演した際にも話題になった）。金銭的な被害は全くなかったため、警察には届けなかった。
- 『全日空ミュージックスカイホリデー』（ニッポン放送）で滝良子の代役を務め、その時滝良子のニックネーム『そらまめ』に因んで『あのまめ』とリスナーから名付けられた[17]。
- 運転免許を取得する前に練習していた車がトヨタの伝説的名車2000GTである（1969年～1972年）。これを含め、これまで運転した愛車は16台[18][19]。
- 「涙そうそう」は、1970年に23歳で他界した兄・晋を思い作詞した歌であると、NHK総合「ファミリーヒストリー」など多くのメディアで語っている[2]。
- 4つの小学校が統合されてできた長野県佐久市の小学校で開校式が行われ、新しく校歌を作曲した歌手の森山がサプライズで登場、新たな門出を祝った[20]。
- 長女・奈歩と小木博明が結婚して以降は、出演するバラエティ番組などで小木が義母・森山のことを「ざわわ」などと揶揄することが多くなった。また、その影響からか共演している先輩芸人（主にとんねるず）からも森山のことを「ざわわ」と呼ぶことが多くなっている。ただし両者とも決して不仲という訳ではなく、お互い一緒に食事に出かけるほど関係は良好である。

## 「森山良子」の発言
- 6年ぶりのニューシングル「人生はカクテルレシピ」（ハナレグミこと永積崇がプロデュース／アレンジを手がけた自作曲）に関して：コロナも終わって、ウクライナの戦争も終わって、世界各国でグラスが鳴り渡ってくれたらいいな、という。平和に向けての思いもあったので、世界各国の乾杯の音頭を調べて、最後に羅列してみました。私、お酒、嫌いじゃないので。偉そうなことも言えないし、結局これだけ飲んできましたみたいな歌になっちゃいました。（ききて：萩原健太）[21]
- 「あたしはね、いっぱいお友達いるんですけど、ミュージシャンのお友達はほとんどムッシュが紹介してくれたの」と振り返った。「ムッシュがね、“はい、良子、こいつと仲良くしてね”とかね、そうやって人と人を結び付けて輪みたいなものを残してくれた。で、いろんな人を紹介し2017年に他界したいとこで歌手のムッシュかまやつさん（享年78）との思い出を語った。テレビ東京『二軒目どうする?〜ツマミのハナシ〜』より（2022年12月）[22]
- 「中、高とバスケットボールをしていましたし、周りにもバスケットの人が多いものですから、すごい興奮しちゃって…1回のゲームを通して繰り広げられる人間の心とか、思い出とかいろんなものが詰まったアニメーションなんですけど、とても迫力があって、選手たちが相手とガチガチにやりあっている様とか…まざまざと思い出して、すごく楽しんじゃったんです」映画『THE FIRST SLAM DUNK』（監督井上雄彦）を観て：ニッポン放送「オールナイトニッポン MUSIC10」より（2023年1月）[23]